# Prix von Staudt
Le prix Karl Georg Christian von Staudt, ou prix von Staudt, est une distinction mathématique allemande, décernée tous les 3 à 6 ans depuis 1991 à un ou plusieurs mathématiciens, et récompense des travaux remarquables effectués au sein d'organismes allemands d'enseignement ou de recherche dans le domaine des mathématiques.
Le prix porte le nom du mathématicien allemand Karl Georg Christian von Staudt (1798-1867), titulaire de la chaire de mathématiques à l'Université Friedrich-Alexander d'Erlangen-Nuremberg.
Les fonds pour la somme remise à l'occasion du prix sont fournis par la fondation Otto-und-Edith-Haupt. Otto Haupt est une successeur de Staudt à la chaire d'enseignement d'Erlangen. Le prix est selon les statuts originaux doté de 50 000 DM, en 2004 le montant passe à 30 000 € et depuis 2014 il est de 25 000 €.

## Lauréats
- 1991 Hans Grauert pour ses travaux dans le domaine de la théorie des fonctions complexes.
- 1994 Stefan Hildebrandt (de) pour ses recherches sur le calcul des variations
- 1997 Martin Kneser pour ses travaux en théorie des formes quadratiques
- 2001 Don Zagier pour ses travaux en théorie des nombres[1]
- 2004 Günter Harder (de) pour ses travaux en théorie des groupes algébriques et Friedhelm Waldhausen (de) pour ses résultats sur les variétés tridimensionnelles et la K-Théorie algébrique
- 2008 Gerd Faltings pour ses travaux remarquables dans le domaine des mathématiques théoriques, pour avoir démontré de nombreuses conjectures de la géométrie arithmétique et pour ses recherches sur la cohomologie et la théorie des faisceaux de vecteurs sur les courbes[2].
- 2013 Michael Rapoport en hommage à ses travaux novateurs sur la géométrie arithmétique et les domaines connexes[3].
- 2022 Burkhard Wilking (de) pour la construction de métriques à courbure d'intersection non négative, les théorèmes de rigidité pour les variétés à courbure positive et en particulier l'utilisation créative du flux de Ricci[4]